# Епархия Аусафы
Епархия Аусафы (лат. Dioecesis Ausafensis) — упразднённая епархия, в настоящее время титулярная епархия Римско-Католической церкви.

## История
Город Аусафа, идентифицируемый сегодня с археологическими раскопками «Ksour-Abd-El-Mélek», находящимися в Тунисе, с III века был центром епархии одноимённой епархии.
С 1962 года епархия Аусафы является титулярной епархией Римско-Католической церкви.

## Епископы
- упоминается в 255 году — епископ Луций ;
- упоминается в 394 году — епископ Сальвий .

## Титулярные епископы
- 28.02.1962 – 29.09.1967 — епископ Maurice-Paul-Jules Rousseau ;
- 20.05.1968 – 5.04.1972 — епископ Jorge Manuel López  – назначен архиепископом Корриентеса;
- 20.04.1972 – 29.04.1975 — епископ  Рауль Эдуардо Вела Чирибога  – назначен епископом Асогуэса;
- 10.07.1975 – 15.12.1988 — епископ Fulgence Werner Le Roy O.S.B.[1]   – назначен епископом Питерсбурга;
- с 17.04.1989 - Ископ Warlito Cajandig y Itcuas.

## Источник
- Annuario Pontificio, Libreria Editrice Vaticana, Città del Vaticano, 2003, стр. 767, ISBN 88-209-7422-3
- Pius Bonifacius Gams, Series episcoporum Ecclesiae Catholicae, Leipzig 1931, стр. 464  (лат.)
- Stefano Antonio Morcelli, Africa christiana, Volume I, Brescia 1816, стр. 87-88  (лат.)